# Hans Øllgaard (biskop)
 Der er flere personer med dette navn, se Hans Øllgaard.
Hans Balthasar Lind Øllgaard (født 26. januar 1888 i Borre på Møn, død 19. februar 1979 i Odense) var en dansk biskop over Fyens Stift 1938-1958 og medlem af Danmarks Frihedsråd.
Hans Øllgaard var søn af læge Ludvig Øllgaard (død 1916) og hustru Charlotte født Lind (død 1945), blev student fra Østersøgades Gymnasium 1905, cand.theol. fra Københavns Universitet 1913, var personel kapellan i Odense, kaldskapellan ved Sct. Knuds Kirke i Odense 1917, sognepræst i Asperup-Rorslev 1920, provst i Vends Herreds provsti 1932 og biskop over Fyens Stift 1938. Han var Kommandør af 1. grad af Dannebrog og Dannebrogsmand.
Fredag 28. april 1948 ordinerede Hans Øllgaard i Odense danmarkshistoriens første tre kvindelige præster. Ordinationerne mødte modstand fra de andre bisper, på trods af at Folketinget allerede i 1947 havde gjort det muligt.
Medl. af skoledirektionen i Assens Amtsrådskreds 1935-38, medlem af bestyrelsen for Kirkeligt Samfund af 1898 fra 1942, formand 1946-53, næstformand fra 1953; medlem af Danmarks Frihedsråd 1944-45, af bestyrelsen for Frihedsfonden og formand for dennes Odense-afdeling 1945-70, formand for Det grundtvigske Soldaterarbejde 1946, medlem af Sydslesvigsk Udvalg 1947-52 og af udvalget vedr. 18 mdr.'s tjenestetid 1952.
Han blev gift (31. maj 1917) med Marie (29. juli 1887 i Magleby på Møn – 1955), datter af sognepræst Emil Jespersen (død 1901) og hustru Margrete født Pontoppidan (død 1919).
Hans Øllgaard er begravet på Assistens Kirkegård.